# Daniel Pedro Müller
Daniel Pedro Müller (nascido no mar, registrado provavelmente em Oeiras, 26 de dezembro de 1785 — São Paulo, 1841) foi um engenheiro militar luso-brasileiro, Marechal do Exército, Governador das Armas da Província de Santa Catarina, membro do Governo Provisório da Capitania de São Paulo, considerado o "Patriarca da Estatística no Brasil" e o idealizador da Escola Politécnica da USP.
Dono da segunda maior biblioteca de São Paulo, era famoso por sua erudição.
É homenageado em rua de Campinas.

## Família
Daniel Pedro Müller é filho de João Guilherme Christiano Müller, Censor Régio e Diretor da Academia Real das Sciências de Lisboa, e Ana Isabel Möller, sendo o 4º de 5 irmãos. Ele era neto de João Miguel Müller, Engenheiro Mór dos Ducados de Grubemhagen e Calemberg, e Henrique Möller, abastado comerciante da Feitoria Hanseática de Lisboa; bisneto de Johan David Köhler, historiador e biblioteconomista da Universidade de Goettingen, e Jacob Roocks, membro do séquito de Maria Ana de Áustria, Rainha de Portugal; trineto de Johann Cristoph Köhler, sacerdote luterano; e tetraneto de Christian Lehmann e Blasius Köhler, também sacerdotes luteranos.

Foi sobrinho de Jorge Pedro Möller, abastado comerciante que viveu nos Palácios da Mitra (Junqueira) e dos Condes da Ponte, em Lisboa, bem como de Christiano Gottlieb Daniel Müller, professor da Universidade de Giessen; foi sobrinho-neto de João Daniel Müller, célebre teólogo alemão, e de João Tobias Köhler, professor de filosofia da Universidade de Goettingen e Mestre em Artes; e sobrinho-trinheto de Johann Christian Lehmann, célebre teólogo luterano e Magister em filosofia.

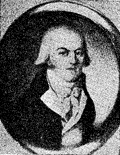
Henrique Möller, avô de Daniel
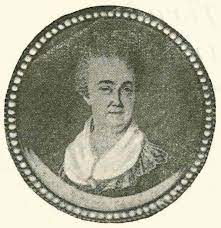
Anna Dorothea Roocks, avó de Daniel
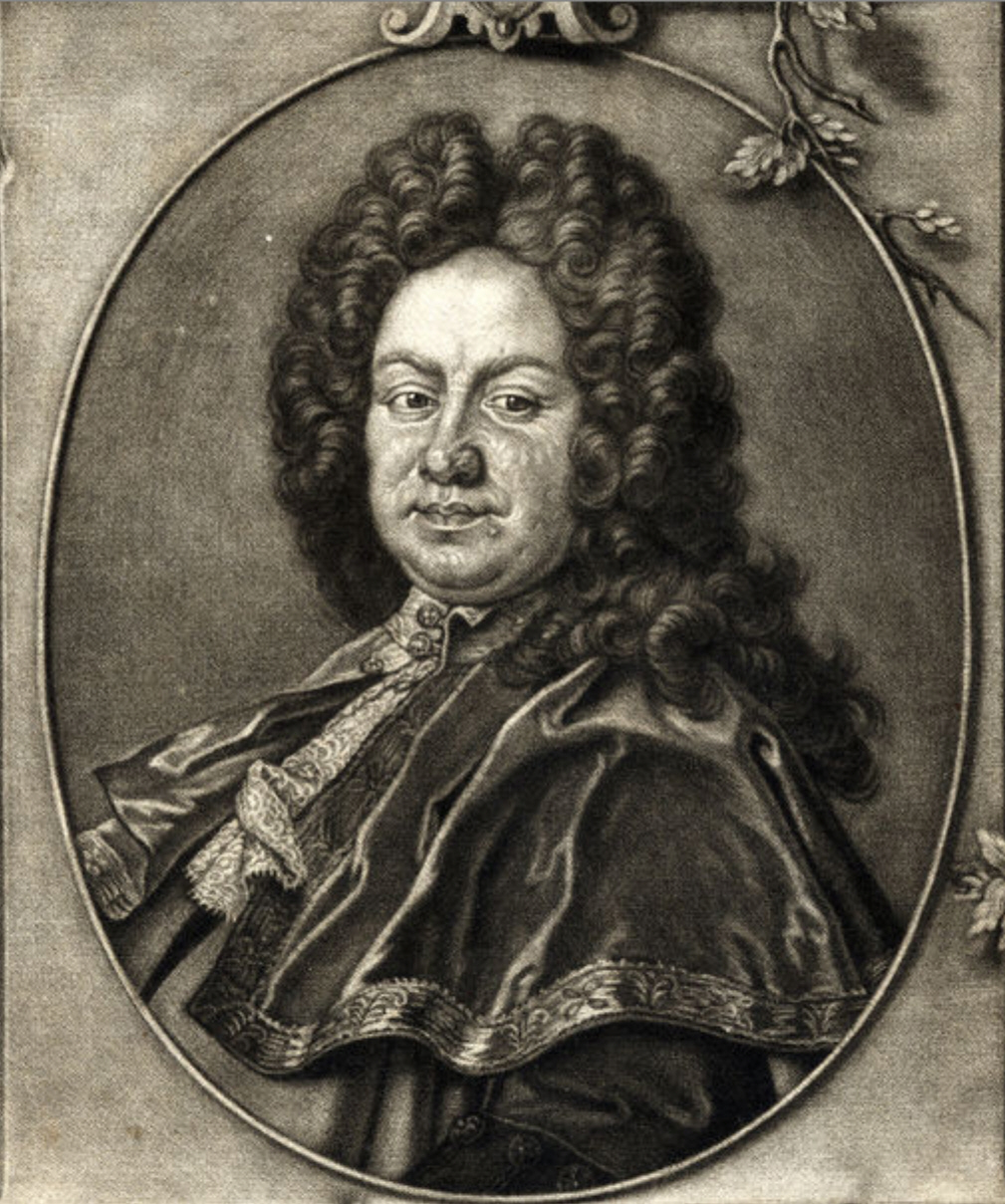
Johann David Köhler, bisavô de Daniel
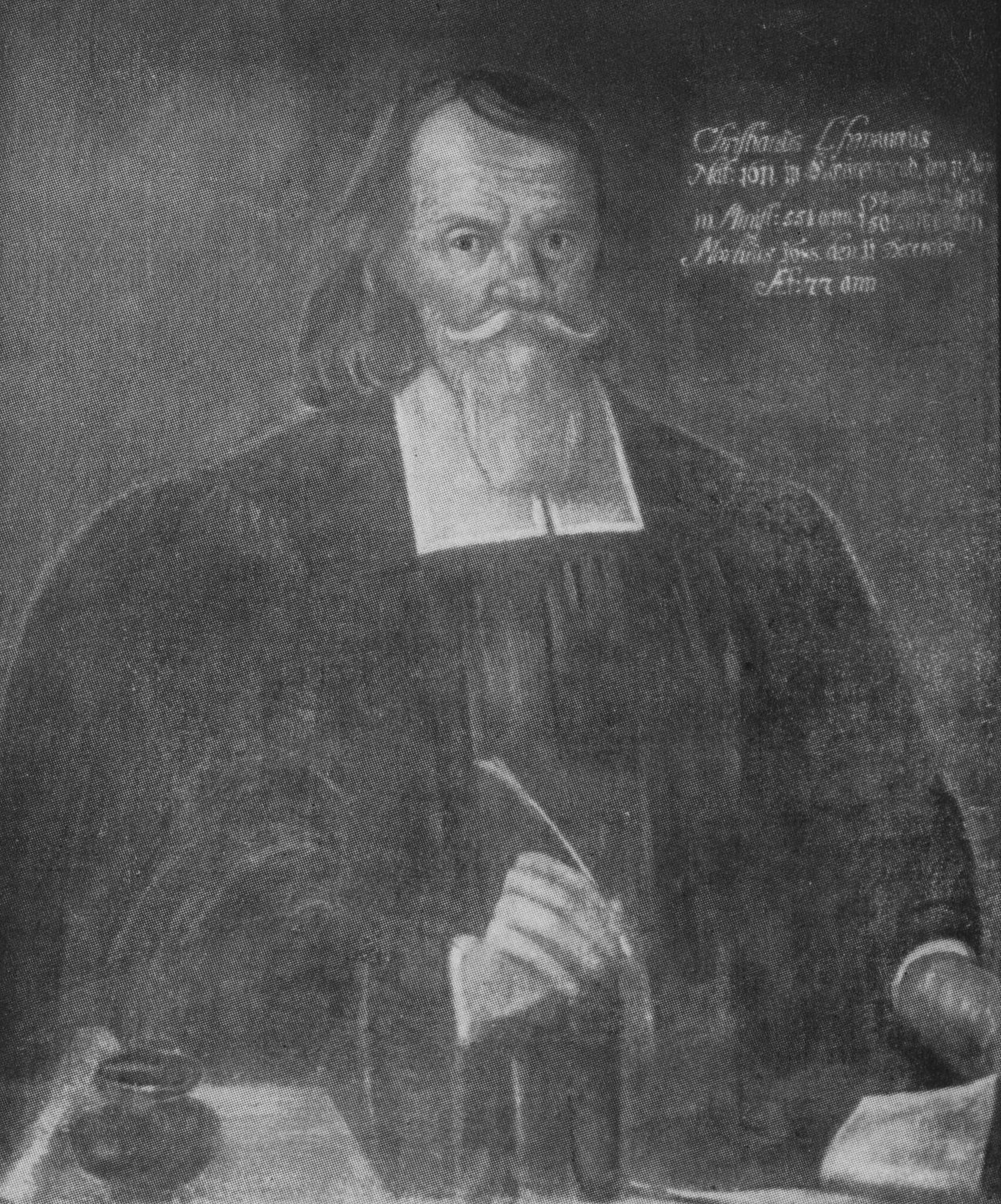
Christian Lehmann, tetravô de Daniel
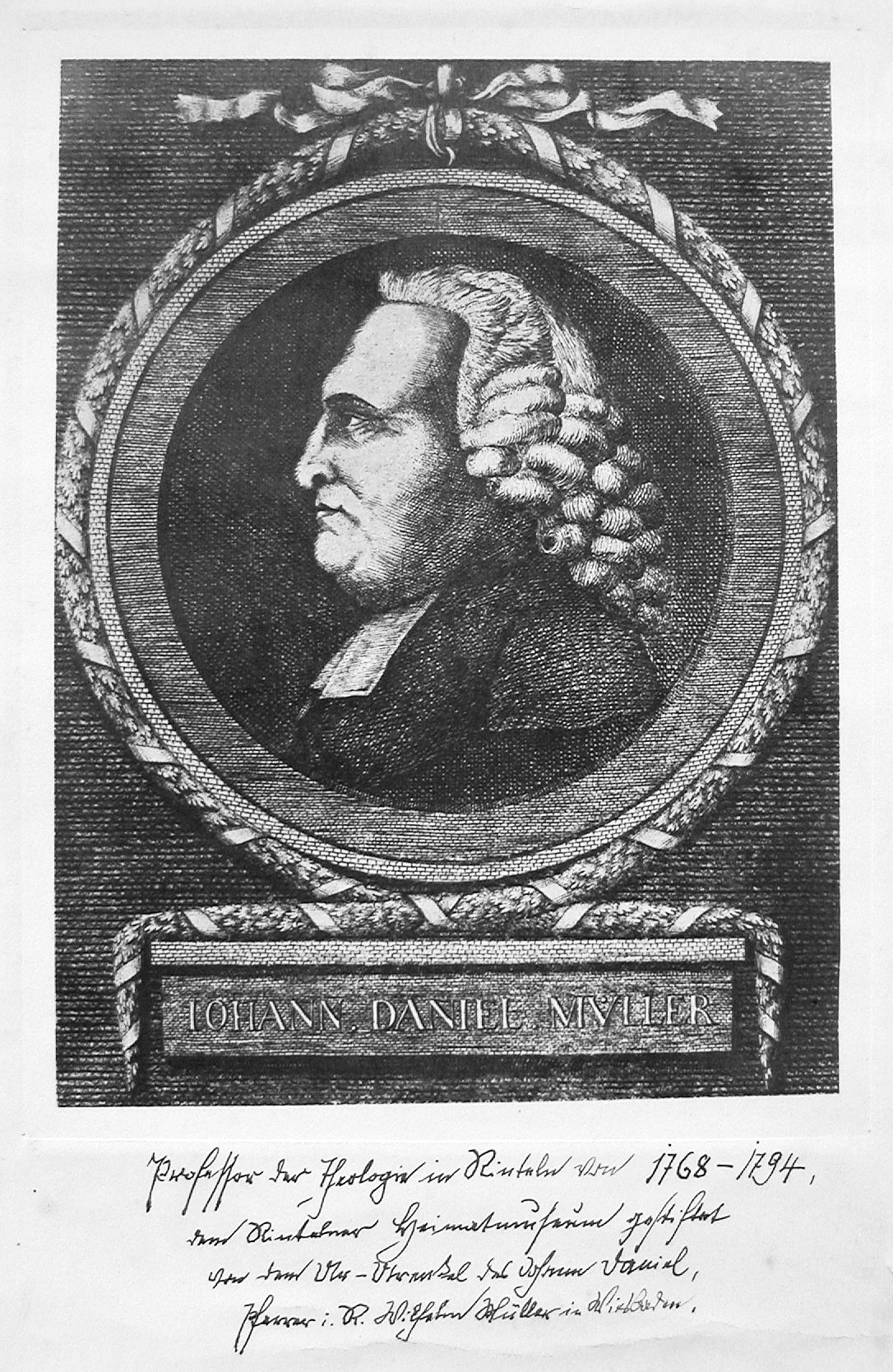
João Daniel Müller, tio-avô de Daniel.

No Brasil, Müller casou-se com D. Gertrudes Maria do Carmo, em 15 de setembro de 1811. Com quem teve:
- Guilhermina Müller Beaurepaire, casada em segundas núpcias com o visconde Henrique Pedro Carlos de Beaurepaire-Rohan;
- Carolina Müller das Dores, casada com o coronel Leandro Mariano das Dores;
- Emilia Müller de Faria, casada com Manuel José de Faria, natural de Portugal e residentes no Rio de Janeiro;
- Elisa Müller de Campos, casada com juiz Dr. Felizardo Pinheiro de Campos, sendo também professor de história, geografia e francês e tendo se recusado a ser cônsul-geral nos Estados Unidos da América, residentes no Rio de Janeiro;[6]
- Augusta Henriqueta Müller de Figueiredo, casada com o vice-presidente da Bahia e desembargador Antônio Ladislau de Figueiredo Rocha, residentes na Bahia;
- Daniel Pedro Müller Filho, solteiro, falecido aos 25 anos de idade em 25 de janeiro de 1842, sendo oficial da Guarda Nacional

Contudo, Müller fica viúvo em 1818, casando-se em segundas núpcias com Maria Fausta de Castro. União que o fez padrasto do Conselheiro Antônio Manuel de Melo, futuro Ministro da Guerra do Brasil. Por conta da morte de Müller, em 1841, uma necrologia foi publicada no Diário do Rio de Janeiro, dizendo que Antônio era “dotado de extraordinários talentos” e porquanto fora educado por seu “virtuoso padrasto”, era portanto “um outro Müller”.
Dentre seus netos, figura o 1º Barão de Itaipu, Francisco Manuel das Chagas.

## Juventude e Formação
Segundo um de seus biógrafos, filho do Visconde de Taunay, Daniel Müller teria nascido no mar, durante uma viagem de seus pais de Hamburgo a Lisboa. Filho de João Guilherme Christiano Müller, dotado de "conhecidos talentos e distincta Litteratura", segundo a rainha Maria I de Portugal, Daniel teria recebido "sólida instrucção" de seu "mui douto" pai.

## Funções
Müller teria vindo ao Brasil inicialmente para ser ajudante de ordens do Governador Franca e Horta, ainda com anos.
Por decreto de 9 de dezembro de 1821 foi nomeado Governador das Armas da Província de Santa Catarina.

## Morte
Müller teria morrido por afogamento, num rio. Fato que deixou o Imperador Dom Pedro II extremamente consternado:

## Heráldica da Familia Müller
A heráldica da família Müller apresenta um escudo azul, com banda de ouro, carregada com uma mó de ferro negro. O timbre consiste em uma cegonha, vigilante, de sua cor, a segurar a mó de ferro do escudo, à destra.

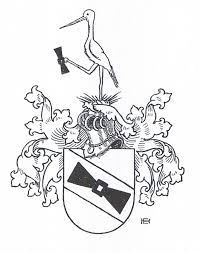
Brasão dos Müller de Augsburgo.